# Sam Hodgetts
Samuel Ernest Hodgetts, detto Sam (Birmingham, 28 ottobre 1877 – Birmingham, 4 marzo 1944), è stato un ginnasta britannico.

## Palmarès

### Olimpiadi
- 1 medaglia:
  - 1 bronzo (Stoccolma 1912 nel concorso a squadre)